# Centrale elettronucleare di Bruce

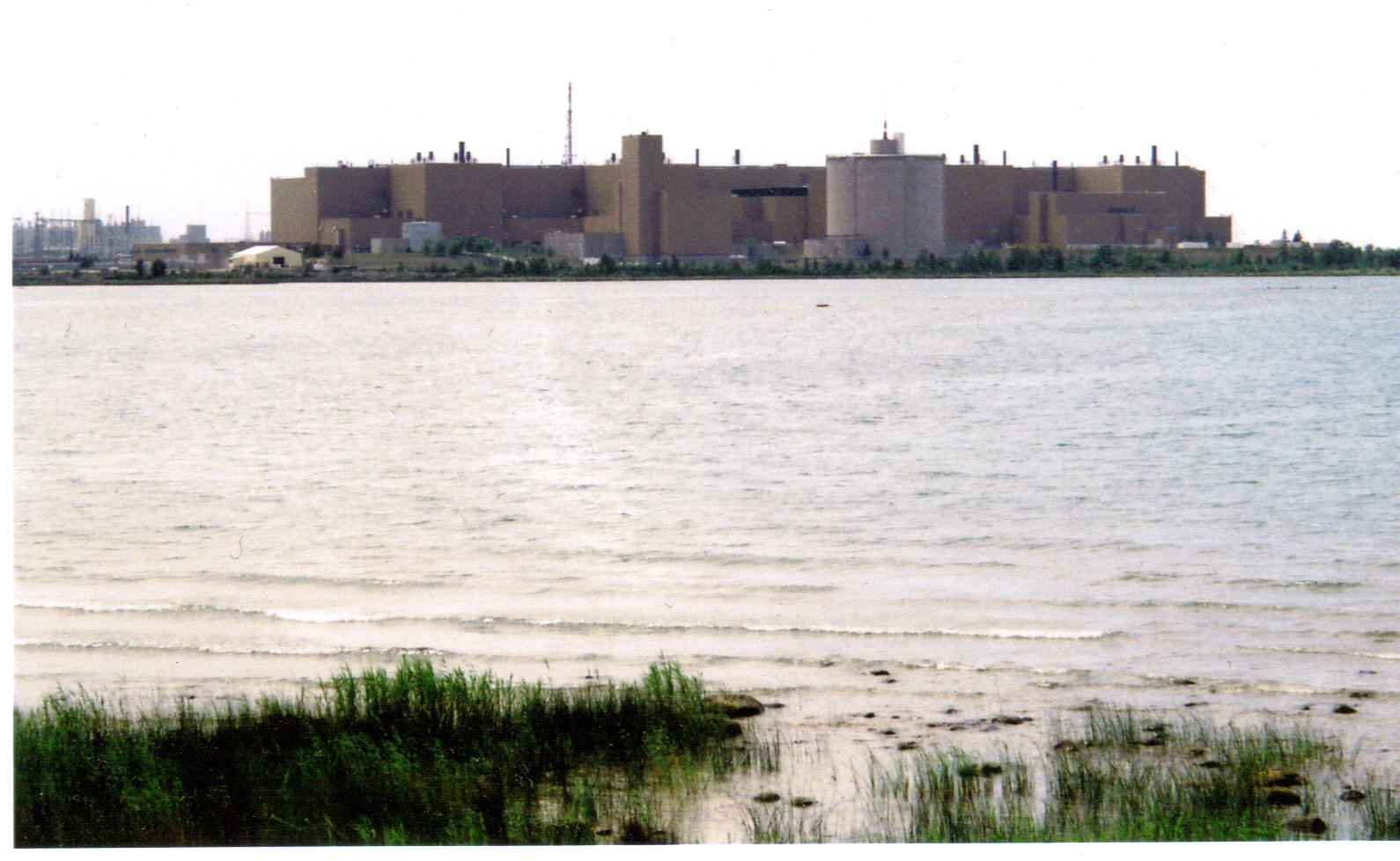
Bruce A

La centrale nucleare di Bruce è una centrale nucleare canadese situata presso la riva orientale del lago Huron, nelle comunità di Inverhuron e Tiverton, Ontario. La struttura prende il nome dalla contea di Bruce in cui si trova, nella ex città di Bruce.
L'impianto è stato costruito in più fasi tra il 1970 e il 1987 dall'impresa pubblica Crown corporation, Ontario Hydro. Nell'aprile 1999 l'Ontario Hydro è stata suddivisa in cinque componenti della Crown corporation con l'Ontario Power Generation (OPG) che prese in consegna tutte le centrali elettriche. Nel giugno 2000, OPG ha stipulato un contratto di affitto a lungo termine con il consorzio privato Bruce Power per prendere in consegna il funzionamento della stazione di Bruce. Nel maggio del 2001, Bruce Power ha iniziato l'attività.
La stazione di Bruce è il più grande impianto nucleare in Nord America, e il secondo più grande del mondo (dopo Kashiwazaki-Kariwa in Giappone), con 8 reattori nucleari CANDU con una potenza complessiva lorda di 7,276 MW e netta di 6,232 MW, quando tutte le unità sono in linea. La stazione di Bruce ha due linee di trasmissione a 500 kV che servono per alimentare i principali centri di accumulo nel sud dell'Ontario, in aggiunta alle tre linee da 230 kV che servono la zona locale.
I reattori sono i seguenti:
- BRUCE A
  - BRUCE A 1
  - BRUCE A 2
  - BRUCE A 3
  - BRUCE A 4
- BRUCE B
  - BRUCE B 5
  - BRUCE B 6
  - BRUCE B 7
  - BRUCE B 8